# Lagenocarpus bracteosus
Lagenocarpus bracteosus är en halvgräsart som beskrevs av Charles Baron Clarke. Lagenocarpus bracteosus ingår i släktet Lagenocarpus och familjen halvgräs. Inga underarter finns listade i Catalogue of Life.